# Blues

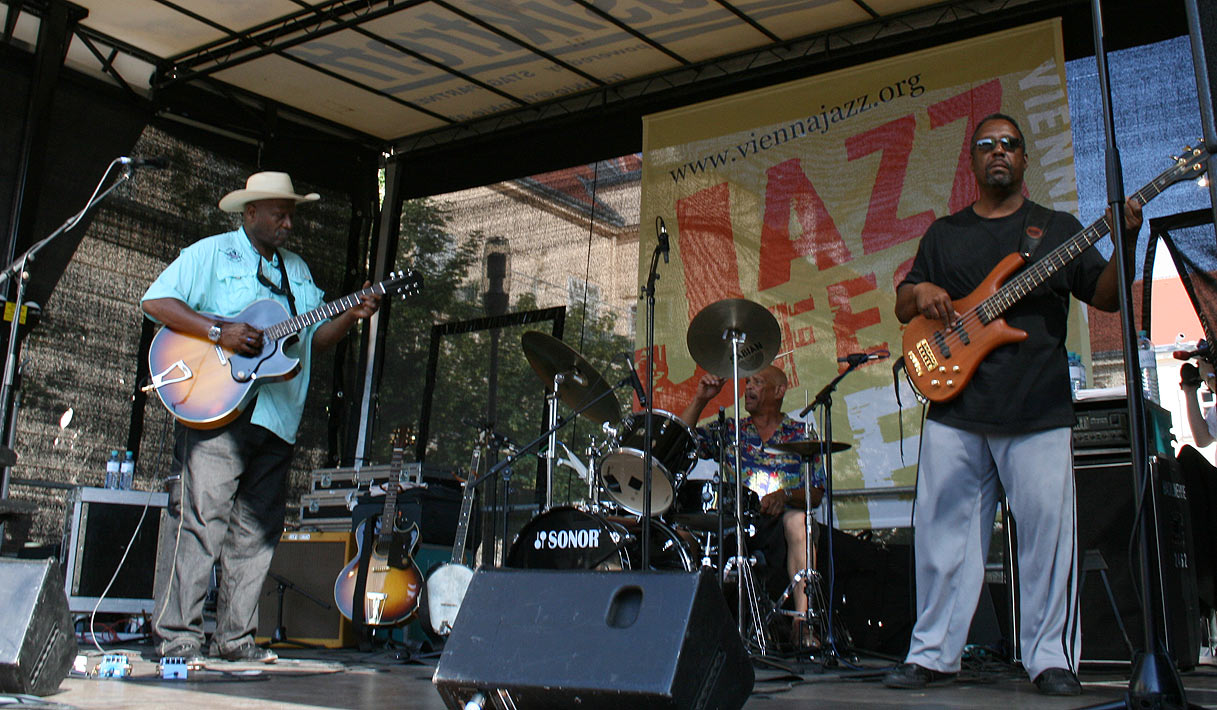
Taj Mahal Blues Trio

Nhạc Blues (/bluːz/)  có nguồn gốc từ những điệu hát của miền tây Phi Châu được các nô lệ da đen mang sang Bắc Mỹ, đặc biệt là vùng châu thổ sông Mississippi (Mississippi Delta) tại miền nam Hoa Kỳ. Tại vùng đất mới, điệu nhạc thô sơ này được phát triển thêm với các nhạc khí mới và trở nên rất phổ thông trong các cộng đồng nô lệ người Mỹ gốc Phi khi họ tụ tập với mục đích làm việc, gặt hái, tín ngưỡng hay tiêu khiển. Dần dần nhạc Blues cũng được ưa chuộng bởi giới trẻ da trắng Hoa Kỳ. Từ đó nó đã có ảnh hưởng đến hầu hết các loại nhạc tại Bắc Mỹ: nhạc Jazz, Big bands, Ragtime, Rhythm & Blues (R&B), Soul, Rock and roll, nhạc Pop, nhạc đồng quê và ngay đến nhạc cổ điển của thế kỷ 20.
Motif blues, dùng phổ biến trong nhạc jazz, blues và rock and roll, được đặc trưng bởi các gam tiến, trong đó blues mười hai thanh là phổ biến nhất. Các nốt nhạc blues, với mục đích biểu cảm, được hát hoặc chơi ngang hoặc chuyển dần (từ cung thứ 3 đến cung trưởng thứ 3) trong giọng tương ứng. Đây cũng là một phần đặc trưng quan trọng của loại nhạc này.
Blues là một thể loại nhạc có những đặc điểm khác như lời bài hát, dòng âm bass, và các nhạc cụ riêng. Blues có các loại nhạc blues nhỏ hơn bao gồm blues đồng quê, chẳng hạn như nhạc blues Delta, blues Piedmont và blues Texas, và blues phong cách đô thị như Chicago blues và West Coast blues. Thế chiến II đánh dấu sự chuyển đổi từ blues acoustic sang blues điện và giới thiệu nhạc blues cho một đối tượng công chúng rộng lớn hơn, đặc biệt là những người da trắng. Trong năm 1960 và 1970, một hình thức lai tạo gọi là blues-rock đã phát triển và định hình.
Ngày nay, nhạc Blues được thưởng thức hay trình diễn bởi nhiều sắc dân của các văn hóa khác nhau trên khắp thế giới: từ Nhật sang đến Anh, từ Đông Âu cho đến Nam Mỹ, từ Nga xuống đến Úc.

## Từ nguyên học
Từ này có thể xuất phát từ thuật ngữ blue devils - "quỷ xanh", có nghĩa là u sầu và buồn bã. Việc sử dụng đầu tiên của blues theo ý nghĩa này được thực hiện trong một màn hài kịch một hồi Blue Devils của George Colman (1798). Mặc dù trong âm nhạc người Mỹ gốc Phi từ trước đó đã có thể sử dụng từ này, nó đã được chứng thực từ năm 1912, khi "Dallas Blues" Hart Wand đã trở thành tác phẩm nhạc blues có bản quyền đầu tiên. Trong lời bài hát blues thường được sử dụng để mô tả một tâm trạng chán nản.